# 放言BARリークス〜酒と政治とおカネと女〜
『放言BARリークス～酒と政治とおカネと女～』（ほうげんバーリークス～さけとせいじとおかねとおんな～）は、DHCシアターがインターネット配信していたトークバラエティ番組である。
初回配信は2016年7月16日、毎月第3・第4土曜日に配信されていた。また、第5土曜日が存在する月は「リークスFive」として、通常配信とは内容を変えた特別内容で配信された。

## 出演者

### 常連客（MC）
- 高山正之（ジャーナリスト、コラムニスト。元産経新聞記者、元帝京大学教授）

- 井上和彦（軍事ジャーナリスト）  第5土曜日特別編の「リークスFive」にて高山が出演しない場合、常連客（MC）側で出演  通常回でお客様（ゲスト）として出演する回もある

### お客様（ゲスト）
同じDHCシアターが放送・配信している、「ニュース女子」や「真相深入り!虎ノ門ニュース」のMCやコメンテーターの出演が多い。
また、MCの高山が産経新聞出身ということから、産経新聞出身者の出演も多い。

## 放送回・ゲスト
| 回 | 配信日 | 配信日 | 配信日 | 常連客 （MC） | バーテンダー （アシスタント）     | お客様 （ゲスト）                                                                                | 備考                                                                    |
| 回 | 年     | 月     | 日     | 常連客 （MC） | バーテンダー （アシスタント）     | お客様 （ゲスト）                                                                                | 備考                                                                    |
| -- | ------ | ------ | ------ | ------------- | --------------------------------- | ------------------------------------------------------------------------------------------------ | ----------------------------------------------------------------------- |
| 63 | 2018   | 9      | 29     | 井上和彦      | 半井小絵 （気象予報士）           | 志方俊之（軍事アナリスト） 織田邦男（航空自衛隊 元空将）                                         | リークスFive 「ここまで言うか！自衛隊スペシャル」 （#56の後編）         |
| 62 | 2018   | 9      | 22     | 高山正之      | 半井小絵 （気象予報士）           | ケント・ギルバート（カルフォルニア州 弁護士） 田北真樹子（産経新聞社 政治部官邸キャップ）        | 「世界まるごと暴露SP」                                                  |
| 61 | 2018   | 9      | 15     | 高山正之      | 半井小絵 （気象予報士）           | ケント・ギルバート（カルフォルニア州 弁護士） 田北真樹子（産経新聞社 政治部官邸キャップ）        | 「世界まるごと暴露SP」                                                  |
| 60 | 2018   | 8      | 25     | 高山正之      | 脊山麻理子 （フリーアナウンサー） | 石平（評論家） 矢板明夫（産経新聞社 外信部デスク）                                               | 「中国の全て言っチャイナSP」 中国出身コンビ                             |
| 59 | 2018   | 8      | 18     | 高山正之      | 脊山麻理子 （フリーアナウンサー） | 石平（評論家） 矢板明夫（産経新聞社 外信部デスク）                                               | 「中国の全て言っチャイナSP」 中国出身コンビ                             |
| 58 | 2018   | 7      | 28     | 高山正之      | 脊山麻理子 （フリーアナウンサー） | 上念司（経済評論家） 吉木りさ（タレント）                                                        | 「ニュース女子SP」 ニュース女子 MC・レギュラートリオ                    |
| 57 | 2018   | 7      | 21     | 高山正之      | 脊山麻理子 （フリーアナウンサー） | 上念司（経済評論家） 吉木りさ（タレント）                                                        | 「ニュース女子SP」 ニュース女子 MC・レギュラートリオ                    |
| 56 | 2018   | 6      | 30     | 井上和彦      | 半井小絵 （気象予報士）           | 志方俊之（軍事アナリスト） 織田邦男（航空自衛隊 元空将）                                         | リークスFive 「ここまで言うか！自衛隊スペシャル」                       |
| 55 | 2018   | 6      | 23     | 高山正之      | 脊山麻理子 （フリーアナウンサー） | 有本香（ジャーナリスト） 髙橋洋一（嘉悦大学教授 経済学者）                                       | 「”噂の人物”大暴露SP」                                                  |
| 54 | 2018   | 6      | 16     | 高山正之      | 脊山麻理子 （フリーアナウンサー） | 有本香（ジャーナリスト） 髙橋洋一（嘉悦大学教授 経済学者）                                       | 「”噂の人物”大暴露SP」                                                  |
| 53 | 2018   | 5      | 26     | 高山正之      | 脊山麻理子 （フリーアナウンサー） | 門田隆将（ジャーナリスト） 須田慎一郎（経済ジャーナリスト）                                      | 「超辛口ジャーナリストSP」                                              |
| 52 | 2018   | 5      | 19     | 高山正之      | 脊山麻理子 （フリーアナウンサー） | 門田隆将（ジャーナリスト） 須田慎一郎（経済ジャーナリスト）                                      | 「超辛口ジャーナリストSP」                                              |
| 51 | 2018   | 4      | 28     | 高山正之      | 脊山麻理子 （フリーアナウンサー） | 露木茂（キャスター） 宮嶋茂樹（報道カメラマン）                                                  | 「報道SP」 新聞・テレビ・雑誌のスペシャリスト集合                       |
| 50 | 2018   | 4      | 21     | 高山正之      | 脊山麻理子 （フリーアナウンサー） | 露木茂（キャスター） 宮嶋茂樹（報道カメラマン）                                                  | 「報道SP」 新聞・テレビ・雑誌のスペシャリスト集合                       |
| 49 | 2018   | 3      | 31     | 井上和彦      | -                                 | 伊藤つかさ（女優）                                                                               | リークスFive 「井上和彦の『ナイショ』」                                 |
| 48 | 2018   | 3      | 24     | 高山正之      | 脊山麻理子 （フリーアナウンサー） | 岸博幸（元経産省官僚） 原英史（元経産省官僚）                                                    | 「エリート官僚SP」 元経産省官僚コンビ                                   |
| 47 | 2018   | 3      | 17     | 高山正之      | 脊山麻理子 （フリーアナウンサー） | 岸博幸（元経産省官僚） 原英史（元経産省官僚）                                                    | 「エリート官僚SP」 元経産省官僚コンビ                                   |
| 46 | 2018   | 2      | 24     | 高山正之      | 脊山麻理子 （フリーアナウンサー） | ケント・ギルバート（カルフォルニア州 弁護士） フィフィ（タレント）                               | 「外国人大暴露SP」 外国人論客コンビ                                     |
| 45 | 2018   | 2      | 17     | 高山正之      | 脊山麻理子 （フリーアナウンサー） | ケント・ギルバート（カルフォルニア州 弁護士） フィフィ（タレント）                               | 「外国人大暴露SP」 外国人論客コンビ                                     |
| 44 | 2018   | 1      | 72     | 高山正之      | 脊山麻理子 （フリーアナウンサー） | 有本香（ジャーナリスト） 竹田恒泰（作家）                                                        | 「2018年大暴露SP」 虎ノ門ニュース 木曜レギュラーコンビ                  |
| 43 | 2018   | 1      | 20     | 高山正之      | 脊山麻理子 （フリーアナウンサー） | 有本香（ジャーナリスト） 竹田恒泰（作家）                                                        | 「2018年大暴露SP」 虎ノ門ニュース 木曜レギュラーコンビ                  |
| 42 | 2017   | 12     | 30     | 井上和彦      | -                                 | 金美齢（評論家）                                                                                 | リークスFive 「井上和彦の『ナイショ』」                                 |
| 41 | 2017   | 12     | 23     | 高山正之      | 脊山麻理子 （フリーアナウンサー） | 田北真樹子（産経新聞社 政治部官邸キャップ） 阿比留瑠比（産経新聞社 政治部編集委員）              | 「産経SP」 産経新聞トリオ                                               |
| 40 | 2017   | 12     | 16     | 高山正之      | 脊山麻理子 （フリーアナウンサー） | 田北真樹子（産経新聞社 政治部官邸キャップ） 阿比留瑠比（産経新聞社 政治部編集委員）              | 「産経SP」 産経新聞トリオ                                               |
| 39 | 2017   | 11     | 25     | 高山正之      | 脊山麻理子 （フリーアナウンサー） | フィフィ（タレント） 井上和彦（ジャーナリスト）※#39のみ出演                                      | サンミュージック所属 コンビ                                             |
| 38 | 2017   | 11     | 18     | 高山正之      | 脊山麻理子 （フリーアナウンサー） | フィフィ（タレント） 井上和彦（ジャーナリスト）※#39のみ出演                                      | サンミュージック所属 コンビ                                             |
| 37 | 2017   | 10     | 28     | 高山正之      | 栄木明日香                        | 杉田水脈（前衆議院議員） 千葉麗子（タレント）                                                    | 「日本の病巣を斬る！」コンビ                                            |
| 36 | 2017   | 10     | 21     | 高山正之      | 栄木明日香                        | 杉田水脈（前衆議院議員） 千葉麗子（タレント）                                                    | 「日本の病巣を斬る！」コンビ                                            |
| 35 | 2017   | 9      | 30     | 高山正之      | -                                 | 井上和彦（ジャーナリスト） 居島一平（漫才師）                                                    | リークスFive 「おでかけリークス」 （#30の後編）                         |
| 34 | 2017   | 9      | 23     | 高山正之      | 脊山麻理子 （フリーアナウンサー） | 田母神俊雄（第29代航空幕僚長） 西村眞悟（元衆議院議員）※#34のみ出演                              |                                                                         |
| 33 | 2017   | 9      | 16     | 高山正之      | 脊山麻理子 （フリーアナウンサー） | 田母神俊雄（第29代航空幕僚長） 西村眞悟（元衆議院議員）※#34のみ出演                              |                                                                         |
| 32 | 2017   | 8      | 26     | 高山正之      | 栄木明日香                        | ケント・ギルバート（カルフォルニア州 弁護士） 金美齢（評論家） ※#31終盤から                      | 海外出身論客コンビ                                                      |
| 31 | 2017   | 8      | 19     | 高山正之      | 栄木明日香                        | ケント・ギルバート（カルフォルニア州 弁護士） 金美齢（評論家） ※#31終盤から                      | 海外出身論客コンビ                                                      |
| 30 | 2017   | 7      | 29     | 高山正之      | -                                 | 居島一平（漫才師） 井上和彦（ジャーナリスト）※終盤から                                           | リークスFive 「おでかけリークス」 虎ノ門ニュース MC・隔週水曜レギュラー |
| 29 | 2017   | 7      | 22     | 高山正之      | 栄木明日香                        | 竹田恒泰（作家） 吉木誉絵（著述家）※#29のみ出演                                                  | 師弟コンビ                                                              |
| 28 | 2017   | 7      | 15     | 高山正之      | 栄木明日香                        | 竹田恒泰（作家） 吉木誉絵（著述家）※#29のみ出演                                                  | 師弟コンビ                                                              |
| 27 | 2017   | 6      | 24     | 高山正之      | 中田奈沙                          | 坂東忠信（外国人犯罪対策講師 元警視庁通訳捜査官）                                                |                                                                         |
| 26 | 2017   | 6      | 17     | 高山正之      | 中田奈沙                          | 有本香（ジャーナリスト） 石平（評論家）                                                          | 虎ノ門ニュース 木曜レギュラーコンビ                                     |
| 25 | 2017   | 5      | 27     | 高山正之      | 栄木明日香                        | 長谷川幸洋（ジャーナリスト） 脊山麻理子（フリーアナウンサー）                                    | ニュース女子 MC・レギュラーコンビ                                       |
| 24 | 2017   | 5      | 20     | 高山正之      | 栄木明日香                        | 長谷川幸洋（ジャーナリスト） 脊山麻理子（フリーアナウンサー）                                    | ニュース女子 MC・レギュラーコンビ                                       |
| 23 | 2017   | 4      | 29     | 高山正之      | 栄木明日香                        |                                                                                                  | リークスFive 総集編                                                     |
| 22 | 2017   | 4      | 22     | 高山正之      | 栄木明日香                        | 我那覇真子 （琉球新報 沖縄タイムスを正す県民・国民の会） 阿比留瑠比（産経新聞社 政治部編集委員） |                                                                         |
| 21 | 2017   | 4      | 15     | 高山正之      | 栄木明日香                        | 我那覇真子 （琉球新報 沖縄タイムスを正す県民・国民の会） 阿比留瑠比（産経新聞社 政治部編集委員） |                                                                         |
| 20 | 2017   | 3      |        | 高山正之      | 栄木明日香                        | 宮脇淳子（東洋史家） 馬渕睦夫（元駐ウクライナ大使）                                              |                                                                         |
| 19 | 2017   | 3      |        | 高山正之      | 栄木明日香                        | 宮脇淳子（東洋史家） 馬渕睦夫（元駐ウクライナ大使）                                              |                                                                         |
| 18 | 2017   | 2      |        | 高山正之      | 脊山麻理子 （フリーアナウンサー） | 井上和彦（ジャーナリスト） 百田尚樹（作家）                                                      |                                                                         |
| 17 | 2017   | 2      |        | 高山正之      | 脊山麻理子 （フリーアナウンサー） | 井上和彦（ジャーナリスト） 百田尚樹（作家）                                                      |                                                                         |
| 16 | 2017   | 1      |        | 高山正之      | サブリナ （トルコ出身）           | 有本香（ジャーナリスト） 居島一平（漫才師）                                                      | 虎ノ門ニュース MC・レギュラーコンビ                                     |
| 15 | 2017   | 1      |        | 高山正之      | サブリナ （トルコ出身）           | 有本香（ジャーナリスト） 居島一平（漫才師）                                                      | 虎ノ門ニュース MC・レギュラーコンビ                                     |
| 14 | 2016   | 12     |        | 高山正之      | ソフィア （ウクライナ出身）       |                                                                                                  | リークスFive 総集編                                                     |
| 13 | 2016   | 12     |        | 高山正之      | ソフィア （ウクライナ出身）       | 西村眞悟（元衆議院議員） 杉田水脈（前衆議院議員）                                                | 次世代の党／日本のこころ 議員コンビ                                     |
| 12 | 2016   | 12     |        | 高山正之      | ソフィア （ウクライナ出身）       | 西村眞悟（元衆議院議員） 杉田水脈（前衆議院議員）                                                | 次世代の党／日本のこころ 議員コンビ                                     |
| 11 | 2016   | 11     |        | 高山正之      | サブリナ （トルコ出身）           | 上島嘉郎（ジャーナリスト） 石平（評論家）                                                        |                                                                         |
| 10 | 2016   | 11     |        | 高山正之      | サブリナ （トルコ出身）           | 上島嘉郎（ジャーナリスト） 石平（評論家）                                                        |                                                                         |
| 9  | 2016   | 10     |        | 高山正之      | ソフィア （ウクライナ出身）       | -                                                                                                | リークスFive 総集編・未公開シーン                                       |
| 8  | 2016   | 10     |        | 高山正之      | ソフィア （ウクライナ出身）       | 勝谷誠彦（コラムニスト） 宮嶋茂樹（報道カメラマン）                                              |                                                                         |
| 7  | 2016   | 10     |        | 高山正之      | ソフィア （ウクライナ出身）       | 勝谷誠彦（コラムニスト） 宮嶋茂樹（報道カメラマン）                                              |                                                                         |
| 6  | 2016   | 9      |        | 高山正之      | ソフィア （ウクライナ出身）       | 福島香織（ジャーナリスト） 宮崎正弘（評論家・作家）                                              |                                                                         |
| 5  | 2016   | 9      |        | 高山正之      | ソフィア （ウクライナ出身）       | 福島香織（ジャーナリスト） 宮崎正弘（評論家・作家）                                              |                                                                         |
| 4  | 2016   | 8      |        | 高山正之      | ソフィア （ウクライナ出身）       | 井上和彦（ジャーナリスト） 藤井厳喜（国際問題アナリスト）                                        |                                                                         |
| 3  | 2016   | 8      |        | 高山正之      | ソフィア （ウクライナ出身）       | 井上和彦（ジャーナリスト） 藤井厳喜（国際問題アナリスト）                                        |                                                                         |
| 2  | 2016   | 7      |        | 高山正之      | ソフィア （ウクライナ出身）       | 上念司（経済評論家） 志方俊之（軍事アナリスト）                                                  |                                                                         |
| 1  | 2016   | 7      |        | 高山正之      | ソフィア （ウクライナ出身）       | 上念司（経済評論家） 志方俊之（軍事アナリスト）                                                  |                                                                         |